# هوشيار قفطان

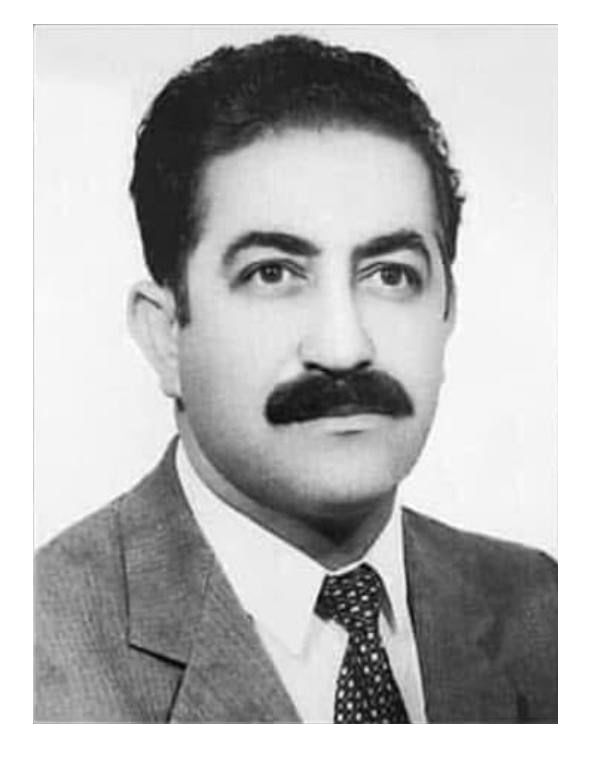
هوشيار قفطان، رجل أعمال ومخترع كردي عراقي.

هوشيار قفطان (1941-2007) رجل أعمال ومخترع وإنسان خير كردي عراقي يقيم في مدينة السليمانية في إقليم كردستان العراق. كان يحظى بالاحترام على نطاق واسع لمساهماته في الصناعة المحلية وجهوده الخيرية لدعم الكتاب والمجتمع الثقافي.

## وقت مبكر من الحياة
وُلِد قفطان عام 1941 لعائلة قفطان العريقة، المعروفة باهتمامها بالتعليم وقيادة المجتمع. لا يوجد سوى القليل من الوثائق العامة حول حياته المبكرة أو تعليمه، على الرغم من أن مشاريعه التجارية اللاحقة تشير إلى مهارات ريادية وتقنية قوية. وفقًا لكتاب *السليماني* لسركوت علي حبيب، كان هوشيار قفطان ووالده أول من أسس شركة طباعة في عام 1957 في منطقة كردستان العراق. 

## حياة مهنية
أسس قفطان واحدة من أبرز شركات الطباعة في السليمانية، التي جمعت بين الأغراض التجارية والثقافية. بالإضافة إلى نشاطه في مجال الطباعة، قام بتأسيس شركة لصناعة الطوب وكان يمتلك العديد من المباني التجارية الضخمة في البازار الكبير التاريخي بالمدينة.
يعود إليه الفضل في اختراع أجندة مضغوطة وسهلة الحمل - نوع من المخطط الشخصي - والتي أصبحت شائعة في المنطقة. وبحسب الروايات المحلية، ألقت السلطات القبض على قفطان لفترة وجيزة في عام 1965 فيما يتصل بإنتاج هذه الأجندة، على الرغم من إطلاق سراحه لاحقًا.  ، على الرغم من أنه تم إطلاق سراحه لاحقًا. وقد لاقت هذه الأجندة قبولاً واسعاً في وقت لاحق، ويواصل ابنه ( هاوزين قفطان ) تصنيعها وبيعها تكريماً لإرثه.
كان قفطان أيضًا يمتلك العديد من الممتلكات المحيطة بالبازار الكبير، ويُعتَبَر من الشخصيات البارزة في المشهد الاقتصادي للمدينة.

## الأعمال الخيرية
كان القفطان معروفًا بكرمه تجاه الكتاب والمثقفين في جميع أنحاء العراق، وخاصة داخل المجتمع الكردي. كان يطبع في كثير من الأحيان كتبًا لمؤلفين لم يتمكنوا من تحمل تكاليف الطباعة، ولم يطلب أبدًا أي أجر في المقابل. وامتد دعمه إلى ما هو أبعد من السليمانية، مما ساعد على سماع الأصوات الكردية في جميع أنحاء المنطقة. وهذا ما أكسبه احتراماً عميقاً في الأوساط الثقافية العراقية وبين الكتاب الأكراد في جميع أنحاء البلاد.

## إرث
توفى قفطان في الأول من فبراير 2007م. ولا تزال مساهماته في تطوير الأعمال والثقافة الأدبية في المدينة محفوظة حتى يومنا هذا، ولا سيما من خلال استمرار ابتكار أجندته من قبل عائلته وخاصة ابنه ( هاوزين قفطان ).

### المراجع العامة

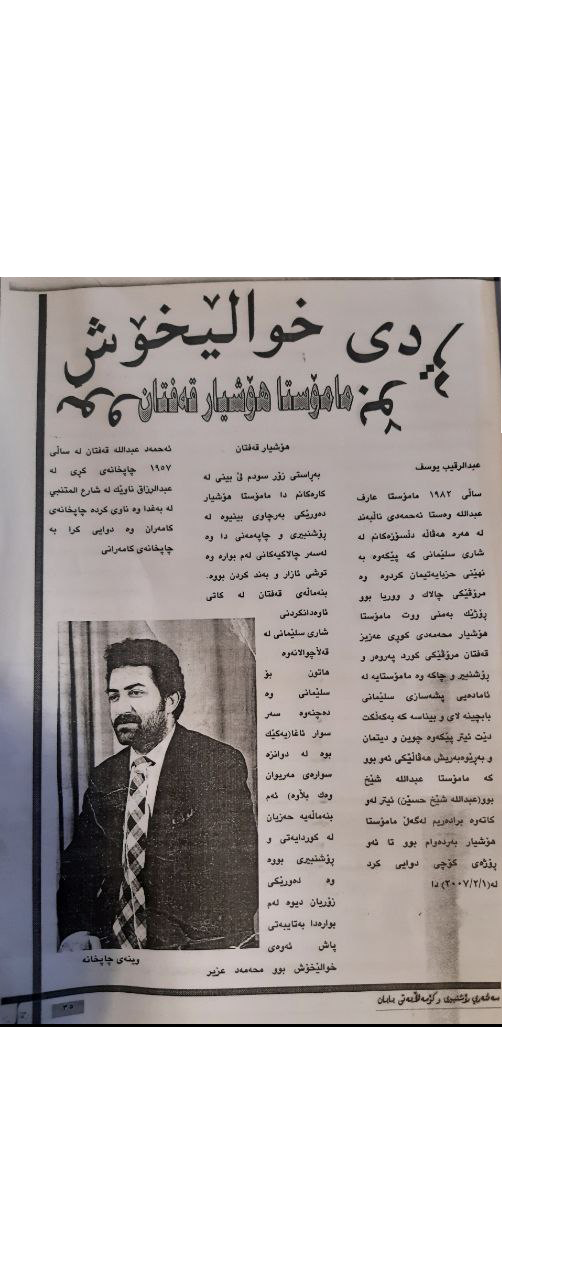
مقالة صحفية تتحدث عن كرم هوشيار قفطان وإبداعه ومهاراته بقلم عبد الراقد يوسف. عرض الصورة كاملة